# Magic Mike (Film)
Magic Mike ist ein US-amerikanisches Filmdrama von Steven Soderbergh aus dem Jahr 2012. Der Film basiert lose auf den Erlebnissen des Hauptdarstellers Channing Tatum, der im Alter von 20 Jahren in Tampa, Florida, als Stripper arbeitete.

## Handlung
Mike ist 30 Jahre alt, Stripper und würde am liebsten Möbel designen. Für seinen großen Traum versucht er, so viel Geld zu sparen, wie er kann, und hält sich mit kleinen Jobs als Dachdecker oder Autoteilverkäufer tagsüber über Wasser. Nachts ist er jedoch der begehrte Stripper Magic Mike und verführt reihenweise Frauen. Er arbeitet für Dallas, einen ehemaligen Stripper, der seinen kleinen Laden in Tampa gegen ein großes Geschäft in Miami eintauschen möchte. Eines Tages trifft Mike bei einem seiner Tagesjobs auf den 19-jährigen Adam. Die beiden lernen sich schnell kennen und Mike nimmt ihn zu seiner Show mit in den Club. Als einer der anderen Tänzer eine Überdosis Drogen nimmt und infolgedessen nicht auftreten kann, wird Adam spontan von Mike und Dallas als Ersatz ausgewählt. Unter dem Namen The Kid tritt er zum ersten Mal als Stripper auf. Dallas und Mike erkennen sofort das Potenzial, das in Adam steckt, und er wird zum festen Teil der Crew.
In den darauf folgenden Wochen führt Mike Adam immer mehr in seine Welt ein und lernt dadurch Adams Schwester Brooke kennen. Brooke steht dem neuen Job ihres Bruders sehr kritisch gegenüber und verlangt von Mike, dass dieser die Verantwortung für Adam übernimmt und sich um ihn kümmert. Adam lässt sich auf einen Deal mit Tobi, dem DJ des Clubs, ein. Tobi ist Dealer und versorgt nicht nur die Gruppe um Dallas, sondern gerne auch mal die Zuschauerinnen mit Ecstasy. Auf einer Studenten-Party, auf der Mike und Adam strippen, kommt es zu einem Desaster. Adam, der durch das Geld, die Drogen und die Zuneigung des weiblichen Publikums immer unvorsichtiger und zügelloser wird, gibt einer der anwesenden Studentinnen eine Pille. Er wird dabei von den Freunden des Mädchens beobachtet, die ihn daraufhin zur Rede stellen und schließlich handgreiflich werden. Mike und Adam müssen schnell die Flucht ergreifen. Dabei schafft es Adam nicht, seinen Rucksack mitzunehmen, in dem er Tobis Drogen im Wert von 10.000 $ aufbewahrt.
Da Adam nicht genug Geld besitzt, um seine Schulden bei Tobis Kontaktmännern zu begleichen, springt Mike mit seinem Ersparten ein. Er erkennt, dass die Szene nichts mehr für ihn ist und er lieber ein ruhigeres Leben haben möchte. Während die Crew ihren letzten Auftritt in Tampa hat, verlässt Mike den Club unabgemeldet. Dallas kürt Adam daraufhin spontan zu seiner neuen Nummer 1, was dieser gerne annimmt. Mike fährt zu Brooke, um ihr zu sagen, dass er nicht mit den anderen nach Miami gehen, sondern in Tampa einen Neuanfang wagen wird. Sie verbringen die Nacht zusammen.

## Kritik
„Unterhaltsamer Film über Sex als Geschäft, der den Umgang mit Rollenbildern sowie die Abwärtsspirale aus schweren Drogen und leichtem Sex thematisiert; die Konturierung der Figuren bleibt jedoch zu sehr an der schönen Oberfläche, um wirklich Provozierendes an den Tag zu legen.“

„Wie in den besten Tanzfilmen begeistern die Tanz- bzw. Strip-Szenen in “Magic Mike” unabhängig von der Rahmenhandlung. Channing Tatum hat eine großartige Bühnenpräsenz, trotz üppiger Muskeln tanzt er elegant und taucht nahtlos in die Musik ein. […] In seinen besten Momenten ist “Magic Mike” dagegen seinem großen Vorbild “Saturday Night Fever” sehr nah und wagt es, zu erkunden, wo das stolze Ausstellen von Männlichkeit ins Gegenteil umschlägt und zur unbarmherzigen Verdinglichung der Männer wird. […] Auch wenn “Magic Mike” im Verlauf düsterer wird und Streit, Betrug und Absturz zusehends dominieren, bleibt ein buchstäblicher Hoffnungsschimmer“

„Insgesamt ist Magic Mike so ein etwas seichter, aber durchaus unterhaltsamer und sympathischer Film geworden. Wem die Vorstellung strippender Männer also nicht aus Prinzip schon zuwider ist und in der Stimmung für ein nett gemachtes, nicht zu anspruchsvolles Drama ist, darf ruhig einen Blick auf einen etwas anderen „Traumberuf“ werfen.“

Auf Rotten Tomatoes erhielt der Film eine Kritikerwertung von 78/100, 60 % des Publikums gefiel der Film. Bei Metacritic hat der Film eine Wertung von 72 % erhalten.

## Veröffentlichung
Der Film hatte seine Weltpremiere am 24. Juni 2012 auf dem Los Angeles Film Festival. In Deutschland startete er am 16. August 2012 in den Kinos. Bei einem Produktionsbudget von 7 Millionen US-Dollar konnte er seitdem weltweit etwas mehr als 167 Millionen US-Dollar einspielen.

## Auszeichnungen
Für die Nebenrolle des Dallas gewann Matthew McConaughey 2012 den New York Film Critics Circle Award und 2013 eine Nominierung für den Independent Spirit Award. Magic Mike wurde für den People’s Choice Award als bestes Filmdrama nominiert.

## Fortsetzungen
2015 folgte die Fortsetzung Magic Mike XXL. Die Regie übernahm Gregory Jacobs, das Drehbuch stammt erneut von Reid Carolin. Steven Soderbergh übernahm die Kamera und den Schnitt. Channing Tatum ist wieder in der titelgebenden Hauptrolle zu sehen. Mit Magic Mike: The Last Dance wurde 2023 ein dritter Film der Reihe veröffentlicht.